# The Keystone Cops

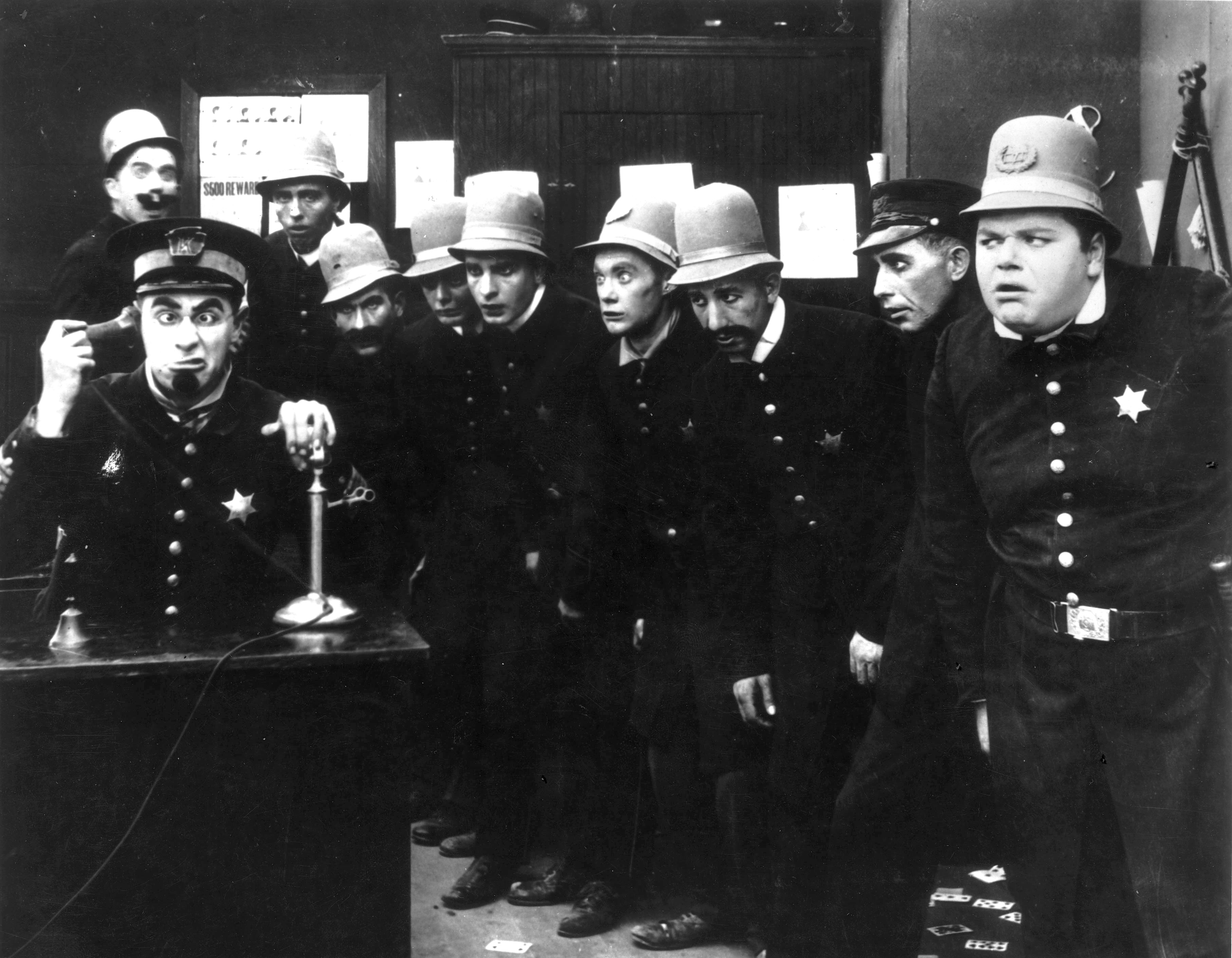
The Keystone Cops in In the Clutches of the Gang (1914)

The Keystone Cops was een reeks stomme-filmkomedies over een groep volledig incompetente politiemensen. De films werden geproduceerd door Mack Sennett, voor zijn Keystone Film Company, tussen 1912 en 1917. Het idee kwam van Hank Mann, die ook de politiechef Tehiezel speelde in de eerste film alvorens te worden vervangen door Ford Sterling. Hun eerste film was Hoffmeyer's Legacy (1912), maar hun populariteit vloeide voort uit de film uit 1913, The Bangville Police, met Mabel Normand. 
Reeds in 1914 maakte Sennett van de Keystone Cops een achtergrondgroep, ter ondersteuning van komieken, zoals Charlie Chaplin en Fatty Arbuckle. De Keystone Cops dienden als ondersteuning van spelers zoals Marie Dressler, Normand en Chaplin in de eerste lange Sennett-komedie Tillie's Punctured Romance (1914), evenals in Mabel's New Hero (1913) met Normand en Arbuckle, Making a Living (1914) met Chaplin in zijn eerste filmoptreden, In the Clutches of the Gang (1914) met Normand, Arbuckle en Al St. John, en Wished on Mabel (1915) met Arbuckle en Normand. 
Mack Sennett bleef de Keystone Cops met tussenpozen maken in de jaren twintig van de twintigste eeuw. Toen de geluidsfilm zijn intrede deed, nam de populariteit van de Keystone Cops af.
De Keystone Cops treden heden ten dage elk jaar opnieuw op in de stad Cedar Springs (Michigan) tijdens hun 'Red Flanel Festival', en ook in Sitka (Alaska) tijdens het jaarlijkse 'Alaska Day'-festival.

## Bezetting
De allereerste Keystone Cops waren met zeven: George Jeske, Bobby Dunn, Mack Riley, Charles Avery, Slim Summerville, Edgar Kennedy en Hank Mann. Mann werd na de eerste film vervangen door Ford Sterling.
In 2010 werd de verloren gewaande film A Thief Catcher ontdekt op een antiekverkoop in Michigan. In deze korte film, gefilmd in 1914, spelen Ford Sterling, Mack Swain, Edgar Kennedy en Al St. John en een tot dan toe onbekend optreden van Charlie Chaplin als Keystone cop.

## Films
- The Bangville Police (1913, met Mabel Normand)
- Barney Oldfield's Race for a Life (1913)
- Mabel's New Hero (1913)
- Making a Living (1914, met Charlie Chaplin)
- Tillie's Punctured Romance (1914)
- A Thief Catcher (2014)
- In the Clutches of the Gang (1914)
- The Noise of Bombs (1914)
- Love, Loot and Crash (1915)
- Wished on Mabel (1915)
- Love, Speed and Thrills (1915)

- Library of Congress Control Number: no98063491
- Nationale Bibliotheek van Israël: 987007575169405171
- Virtual International Authority File: 128158009